# América Móvil
América Móvil là một tập đoàn viễn thông Mexico có trụ sở tại Mexico City, Mexico. Đây là nhà khai thác mạng di động lớn thứ bảy về số lượng thuê bao vốn cổ phần và là một trong những tập đoàn lớn nhất thế giới. América Móvil là một công ty của Forbes Global 2000. Tính đến quý 1 năm 2019, América Móvil có 277,4 triệu thuê bao không dây và 84,3 triệu đơn vị tạo doanh thu cố định (TIN RGUs, bao gồm giọng nói cố định, dữ liệu cố định và đơn vị PayTV).
Trụ sở chính của công ty được đặt tại Mexico City, Mexico. Công ty con Telcel của Mexico là nhà khai thác di động lớn nhất tại quốc gia đó, chiếm thị phần vượt quá 70%. Công ty hoạt động dưới các công ty con Claro tại nhiều quốc gia ở Mỹ Latinh và Caribê, bao gồm Jamaica, Cộng hòa Dominican, El Salvador, Guatemala, Honduras, Nicaragua, Peru, Argentina, Uruguay, Chile, Paraguay, Puerto Rico, Colombia và Ecuador. Ở Brazil, nó cũng điều hành Claro và công ty con khác Embratel. Nó sở hữu 14,86% KPN ở Hà Lan và đã thực hiện đấu thầu 100% cổ phần. Tập đoàn này cũng đã hợp nhất hoàn toàn Tập đoàn Telekom Áo vào báo cáo tài chính, sở hữu 59,7% cổ phần và sử dụng nhà điều hành Áo để mở rộng mạng lưới châu Âu của América Móvil. [4]
América Móvil mua lại 100% nhà điều hành di động Jamaica Oceanic Digital, dưới tên thương hiệu MiPhone vào tháng 8 năm 2007. Vào ngày 15 tháng 11 năm 2005, công ty đã ký một hiệp ước quốc tế với Ooredoo để cùng cung cấp các dịch vụ quốc tế khác nhau.
Tại Hoa Kỳ, công ty hoạt động thông qua công ty con TracFone Wireless, Inc. dưới các thương hiệu TracFone, NET10 Wireless, Straight Talk, SIMPLE Mobile, Total Wireless, Telcel América và Page Plus Cellular. Đây là một trong những nhà cung cấp dịch vụ không dây trả trước hàng đầu quốc gia tại Hoa Kỳ
Tính đến tháng 12 năm 2010, công ty là một trong bốn công ty viễn thông hàng đầu trên thế giới và tự hào với 290.000 km cáp quang, làm cho nó trở thành cơ sở hạ tầng lớn nhất.
Tính đến tháng 4 năm 2012, công ty đã đăng ký lợi nhuận hàng năm là 5 tỷ đô la.
Với tài sản hơn 67 tỷ đô la (Tính đến tháng 4 năm 2012), công ty hiện là công ty lớn nhất ở Mexico bởi tài sản với Banorte rất sát sau họ với tài sản hơn 59 tỷ đô la (Tính đến tháng 4 năm 2012) rất có khả năng công ty sẽ mua một nhóm các công ty có ít nhất 29 tỷ đô la tài sản trong năm 2013 trong các ngành công nghiệp hưu trí, bảo hiểm, biên chế, trao đổi tiền tệ và quỹ tương hỗ để đảm bảo vị trí là công ty giàu tài sản nhất ở Mexico.
Với giá trị thị trường hơn 93 tỷ USD (Tính đến tháng 4 năm 2012), công ty hiện là công ty có giá trị nhất ở Mexico, nhiều hơn ba công ty có giá trị nhất tiếp theo cộng lại.
Năm 2018, giám đốc điều hành của công ty Daniel Hajj tuyên bố rằng América Móvil đang tìm kiếm một giấy phép truyền hình ở Mexico.
Năm 2012, OECD ước tính rằng việc thiếu cạnh tranh trong viễn thông đã gây thiệt hại cho nền kinh tế của Mexico 25 tỷ đô la mỗi năm.